# 波托西 (納里尼奧省)
波托西是哥倫比亞的城鎮，位於該國西南部，由納里尼奧省負責管轄，距離首府帕斯托140公里，始建於1903年5月9日，面積397平方公里，海拔高度2,796米，2005年人口13,040。
0°48′33″N 77°34′33″W / 0.809167°N 77.5758°W